# Лопови прве класе
Лопови прве класе је хрватски дугометражни филм снимљен 2005. године. Филм је режирао Фадил Хаџић.